# R-330
R-330 (ros. Р-330) – rodzina radzieckich, ukraińskich, rosyjskich i białoruskich zautomatyzowanych systemów walki elektronicznej. Wprowadzona do użycia w drugiej połowie tat 70. XX w., eksploatowana do chwili obecnej. 

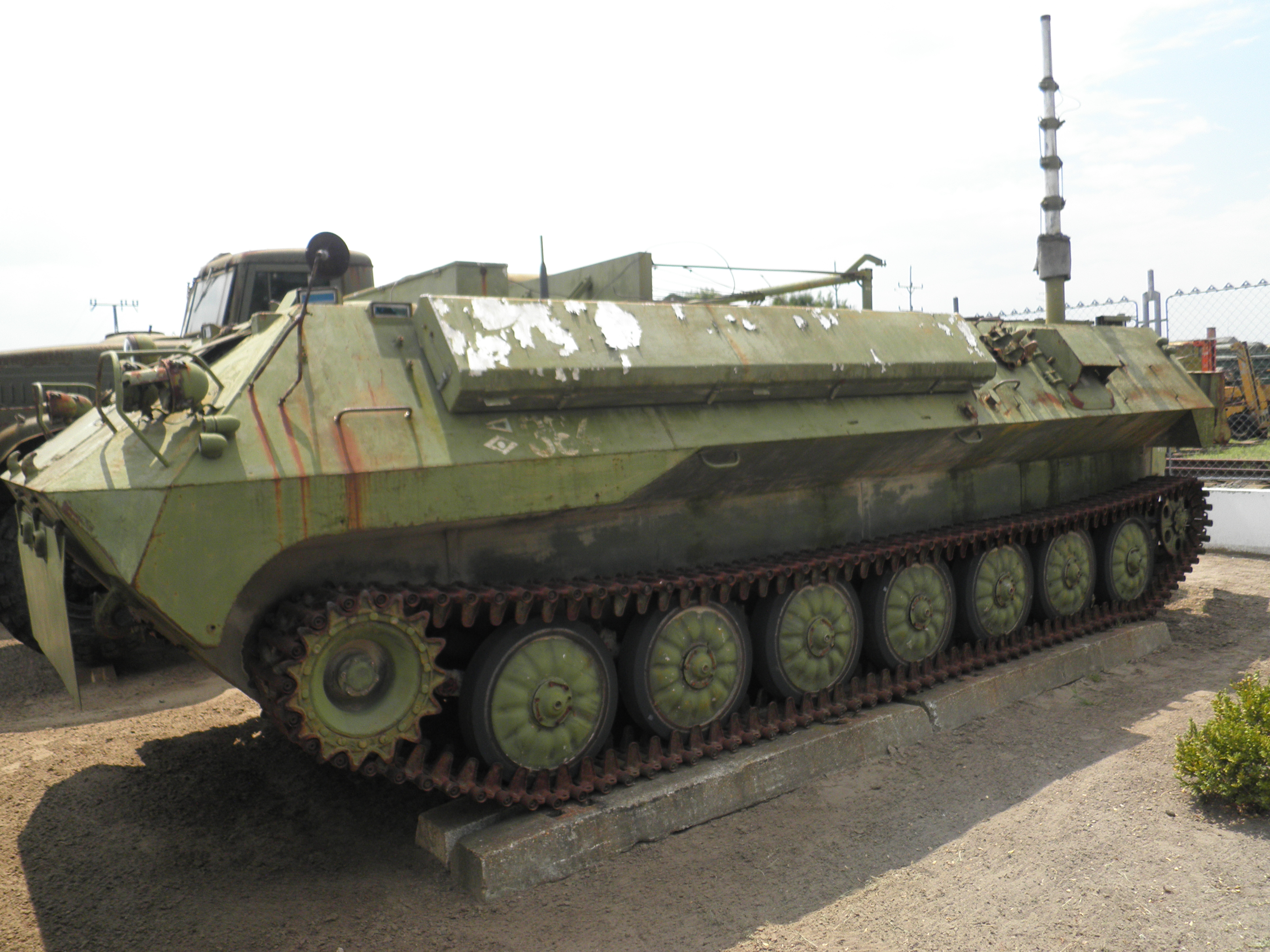
R-330P Piramida

## Historia
Współczesne pole walki stało się zależne od skutecznej i niezawodnej łączności. Równie ważne stało się jej zakłócenie u przeciwnika. Planiści Układu Warszawskiego uznali, że priorytetem jest stworzenie sprzętu umożliwiającego wykrycie, określenie charakterystyk emisji, lokalizację i zakłócenie źródła nadawanego sygnału radiowego. Zakłócanie również obejmuje uniemożliwianie pracy radiolokatorów, systemów nawigacyjnych, aparatury naprowadzania czy też radiozapalników. Całość przyjętych założeń posłużyła do stworzenia sprzętu dającego możliwość uzyskania taktycznej przewagi nad przeciwnikiem i skuteczny atak bądź obronę. 

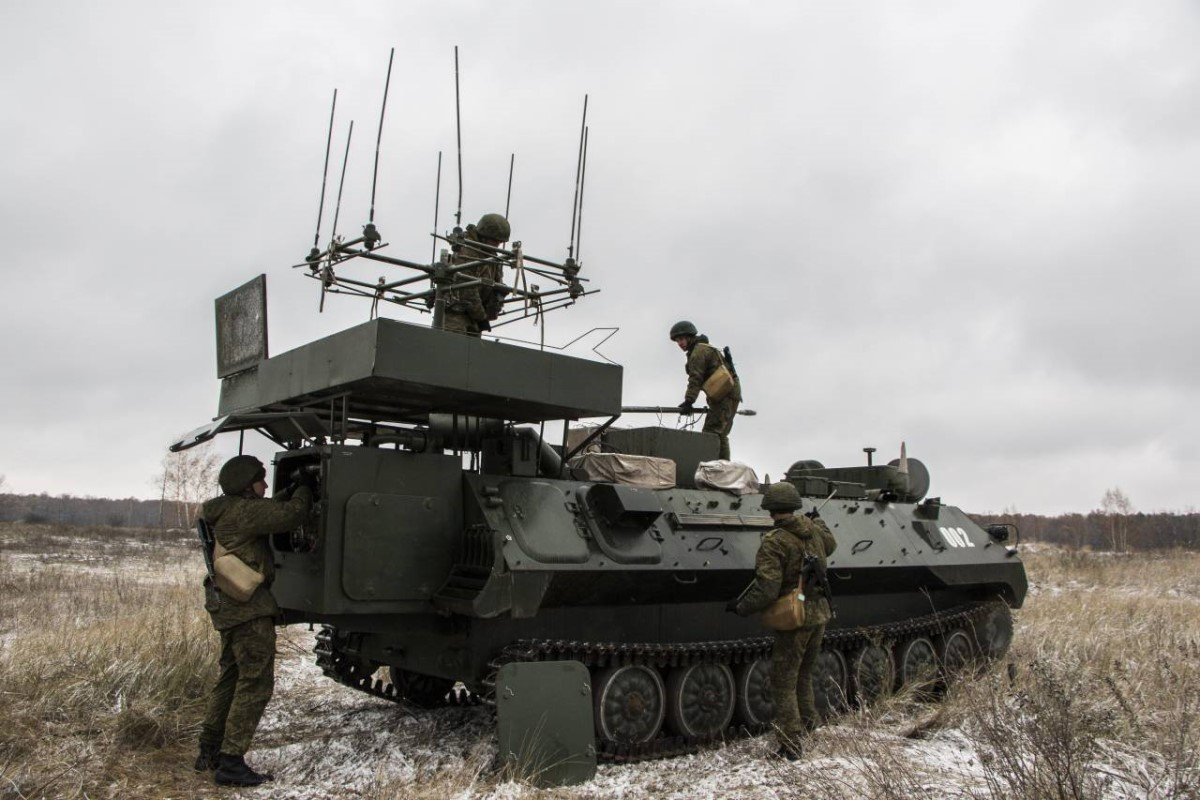
R-330B Mandat-B

Związek Radziecki od koniec lat 70. XX wieku wprowadził do eksploatacji system R-330P Piramida (ros. Р-330П «Пирамида»), który stał się zaczątkiem całej rodziny specjalistycznych systemów walki elektronicznej. Z uwagi na zastosowanie tych systemów w pobliżu pierwszej linii walk zdecydowano się na umieszczenie ich na 7 kołowym nadwoziu sprawdzonego transportera opancerzonego MT-LBu. Gwarantowało to dużą mobilność systemu oraz zapewniało ochronę załodze.

## Wersje rozwojowe

### ZSRR
W okresie funkcjonowania Związku Radzieckiego opracowano i wprowadzono do użycia systemy:
- R-330 Mandat (ros. Р-330 «Мандат») – system z poprawioną szybkością i precyzją wykrywania i namierzania źródeł emisji,

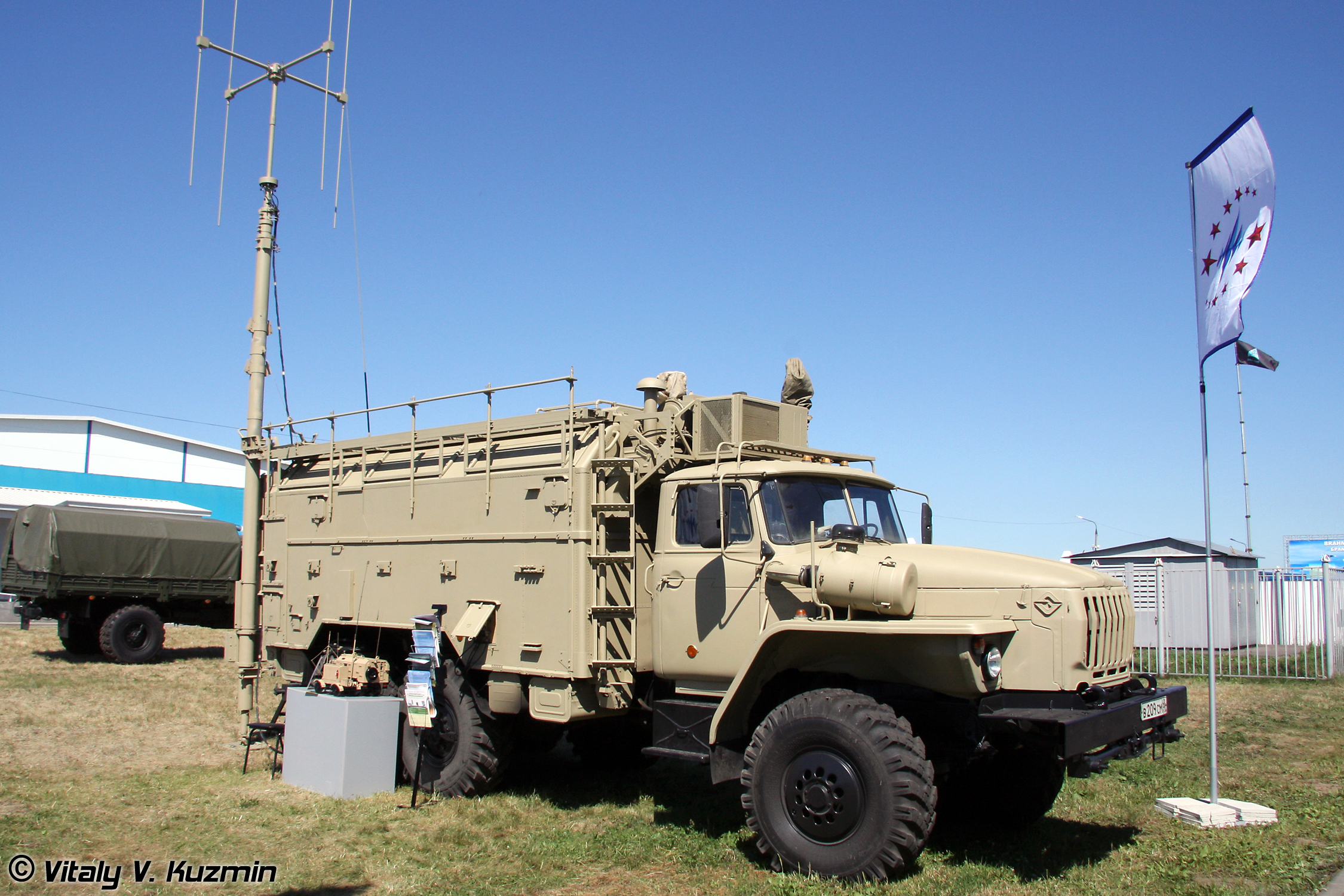
R-330T

- R-330U Ukoł (ros. Р-330У «Укол») – zmodernizowana wersja systemu R-330P Piramida, umieszczona na nadwoziu kołowym,
- R-330B Mandat-B (ros. Р-330Б «Мандат-Б») – zmodernizowana wersja R-330U poprzez zastosowanie nowocześniejszego wyposażenia i powrót do trakcji gąsienicowej,
- R-330T (ros. Р-330T) – system zamontowany na nadwoziu samochodu Kamaz-43101.

### Rosja
- RB-301B Borisoglebsk-2 (ros. РБ-301Б «Борисоглебск-2») – system zakłócania łączności wprowadzony do użycia w 2010 r.,

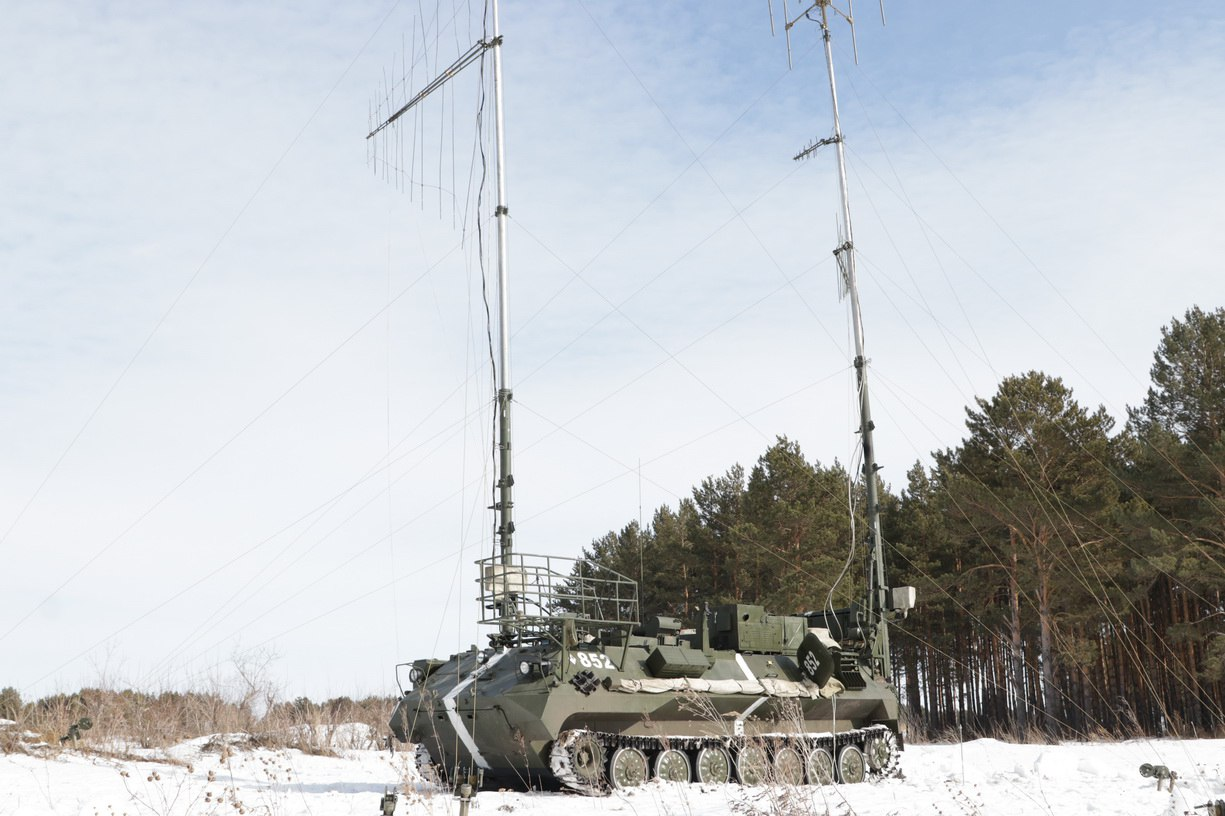
RB-301B Borisoglebsk-2

- R-330Ż Żytiel (ros. Р-330Ж «Житель») – system służący do zagłuszania naziemnych i powietrznych stacji łączności oraz nawigacji satelitarnej,

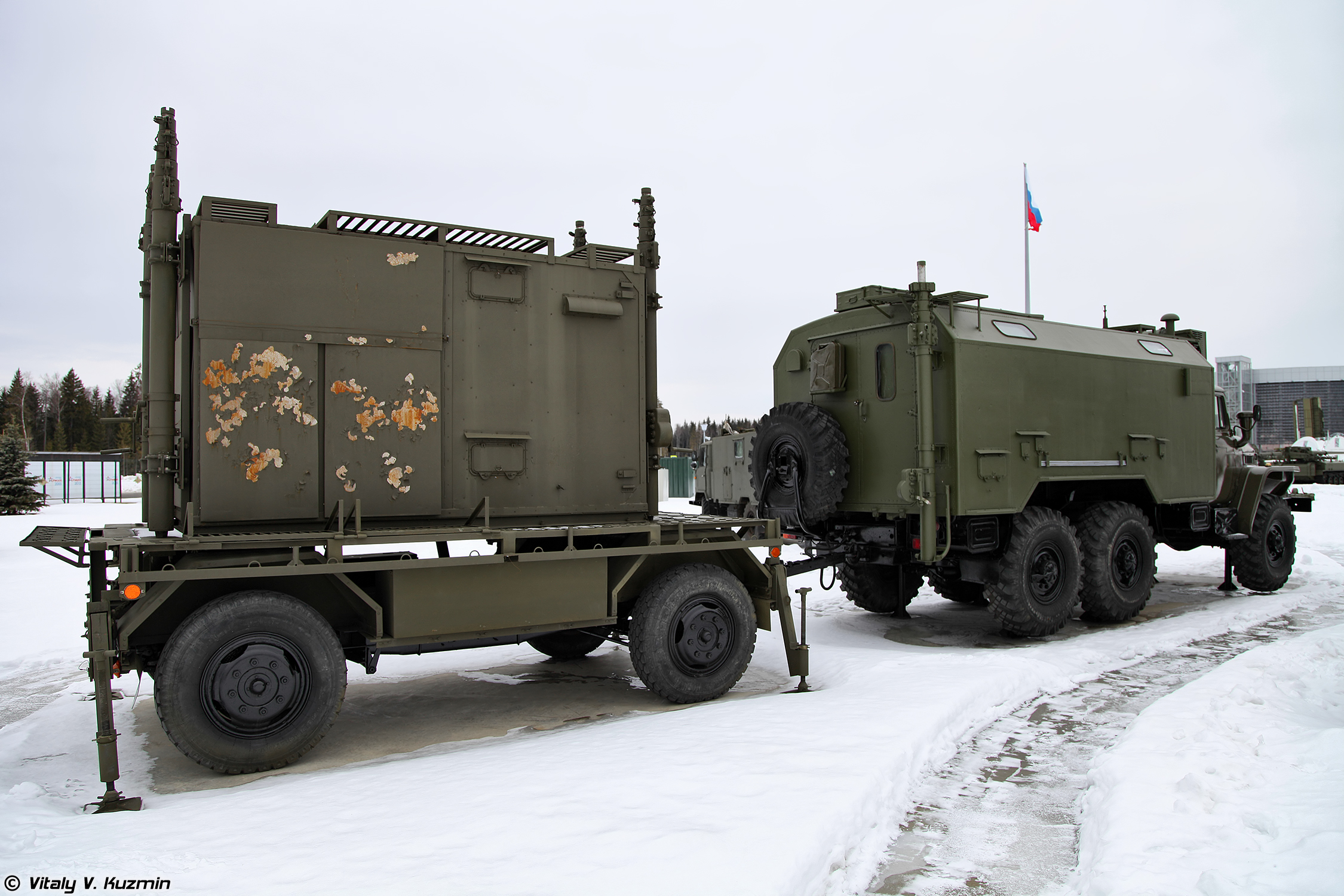
R-330Ż Żytiel

- R-330M1P Diabazol (ros. Р-330М1П «Диабазол») – system współpracujący z R-330Ż Żytiel, pracuje w zakresie 100-2000 MHz.

### Ukraina
- Mandat-M (ukr. «Мандат-М») – system zakłóceń pracujący w paśmie HF i VHF,
- Mandat-B1E (ukr. «Мандат-Б1Е») – system Mandat-M zamontowany na nadwoziu pojazdu opancerzonego,
- R-330UM Mandat (ukr. Р-330УМ «Мандат») – system opracowany po 2014 r.

### Białoruś
- Mandat-M (biał. «Мандат-М») – system ze zmodernizowanym wyposażeniem radioelektronicznym, dodanymi środkami łączności oraz poprawionym bezpieczeństwem załogi.